# Chiesa di Santa Caterina (Taranto)

## Storia
L'antica chiesetta di Santa Caterina è sita nel centro storico di Taranto, accanto al Palazzo Carducci. Dedicata a Santa Caterina d'Alessandria, patrona di barbieri, arrotini, sarte e nutrici, al momento risulta chiusa per inagibilità, ma in fase di restauro. Una prima chiesa dedicata a Santa Caterina si trovava probabilmente dal lato occidentale del centro storico dove oggi vi è la Capitaneria di Porto. Una volta abbattuta, è probabile che sia stata sostituita da questa, in via Duomo (all'epoca Strada Maggiore). Dai pochi dati in possesso, è possibile dedurre che sia stata costruita tra la fine del XVI e l'inizio del XVII secolo. All'interno ospita decorazioni barocche, mentre la statua della santa è stata ora trasferita nella chiesa di San Domenico Maggiore.

## Confraternita di San Cataldo
L'antica confraternita di San Cataldo ha risieduto in Santa Caterina fino all'apertura dell'omonima cattedrale. All'interno degli atti del 1578 relativi alla visita di monsignor Brancaccio si cita una "societatem beatissimi protectoris divi Cataldi" all'interno della chiesa di Santa Caterina e da un'iscrizione incisa su una lapide ancora presente nell'edificio e risalte al 1784 si può dedurre che sotto il pavimento della chiesa sia stato scavato il sepolcreto della Confraternita.